# Ахтних, Мартин
Мартин Ахтних (нем. Martin Achtnich), (20 мая 1918, Винтертур, Цюрих — 3 июля 1996, Винтертур, Цюрих) — швейцарский психолог, педагог, ученик Леопольда Сонди.

## Биография

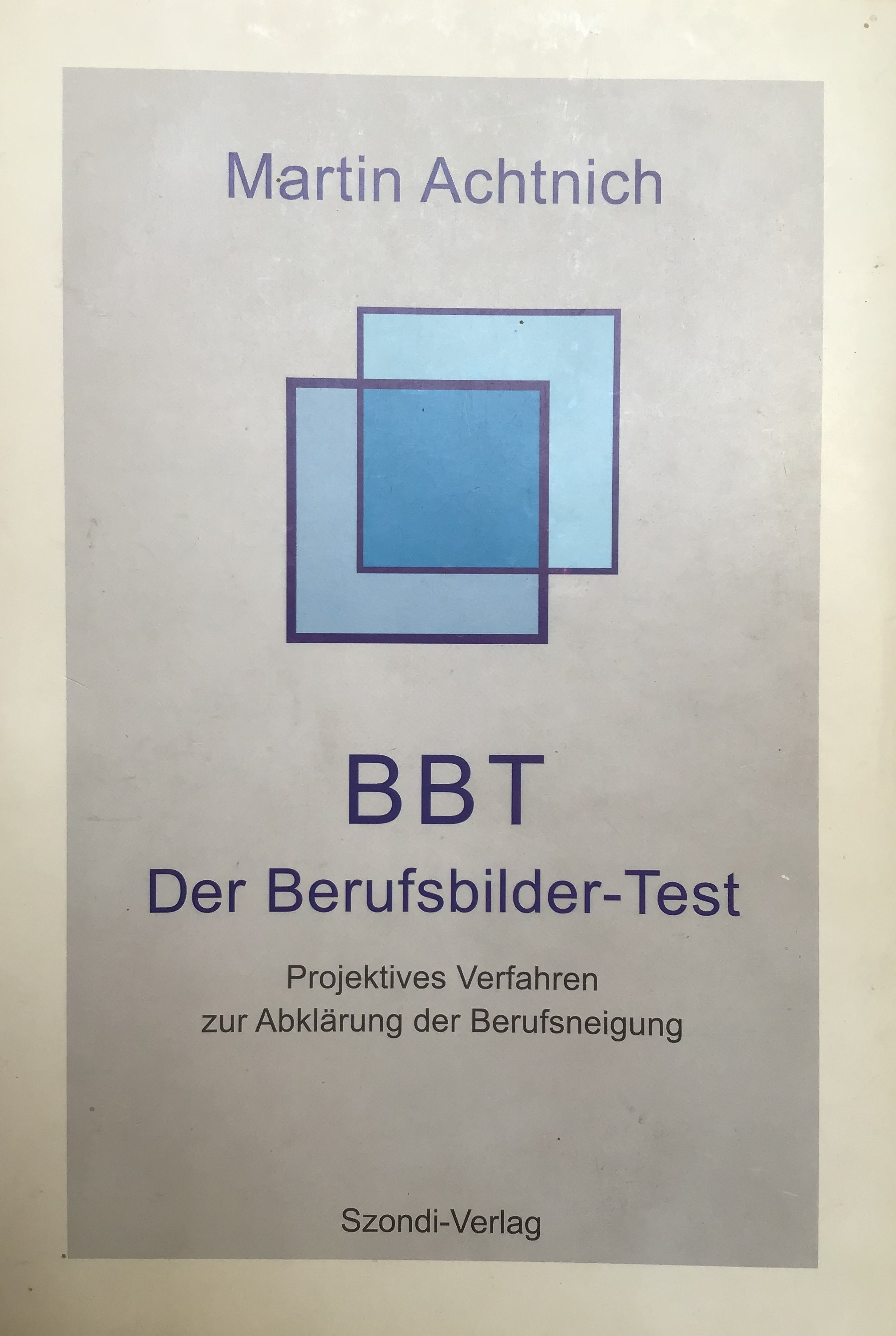
Фото-тест Мартина Ахтниха

Мартин Ахтних был младшим сыном в семье, занимавшейся производством - изготовлением вышивок. Он получил высшее образование в области философии, педагогики и психологии. Параллельно с этим он также прошел обучение в Институте прикладной психологии (IAP) в Цюрихе, где углубил свой опыт в области профориентации и информации, профессиональных заболеваний, характерологии, глубинной психологии, клинической психологии, диагностики Роршаха, графологии и психологического консультирования. Мартин Ахтних написал диссертацию на тему «Нормативные значения рабочей кривой Крепелина для мальчиков и девочек в возрасте от 10 до 15 лет, и их значение для выявления детей с нарушениями».
В 1946 году во время обучения в IAP он познакомился с Леопольдом Сонди, венгерским психиатром и психоаналитиком, который нашел убежище в Швейцарии во время Второй мировой войны. Сонди читал лекции о своем тесте (тест Сонди) и об анализе судьбы. Вместе с тремя другими студентами Ахтних входил в первую исследовательскую группу, координируемую Сонди.
В 1947 году Ахтних начал работать профессиональным консультантом, ежегодно принимая в среднем 450 молодых людей. Он остался верен этой деятельности, которой он занимался с большой самоотдачей на протяжении всей своей жизни. С 1949 по 1960 год он возглавлял Центр профориентации в Винтертуре. На этой должности он разрабатывал проекты большого социального масштаба в области профессиональной информации .
В 1961 году Мартин Ахтних начал работать профессиональным консультантом по карьере в частной практике. Там он лечил людей, у которых был профессиональный и личностный кризис, или кто сталкивался с проблемами в учебе и работе. Он приобрел теоретическую основу своей работы за три года вместе с Леопольдом Сонди в «Рабочей группе по анализу судьбы и исследованию экспериментальных импульсов». Ахтних был членом «Швейцарского общества аналитической терапии судьбы» и «Швейцарского общества психотерапевтов для детей и подростков».
Позже Мартин Ахтних начал работу над фото-тестом профессионального ориентирования ("Тест Мартина Ахтниха"). Толчок дал доктор Хансйорг Ринггер с идеей разработать тест для уточнения профиля профессиональных склонностей с учетом факторов анализа судьбы. В соответствии с инструкциями Сонди было решено построить тест на основе фотографий, так как они обладают более сильным стимулирующим характером, чем слова. Стандартизация теста была основана на методике ассоциации, разработанной Фрейдом. Потребовалось около 18 лет, чтобы окончательный фото-тест профессионального ориентирования был получен после множественных исследований и тестовых вариантов испытаний. В завершении получился "тест Мартина Ахтниха".
"Тест Мартина Ахтниха" получил широкое признание в Швейцарии и был внедрен в нескольких европейских странах в середине 1980-х годов.  Первоначально был переведен на французский язык в 1987 году в Бельгии. С тех пор этот тест применяется также и в Бельгии, Франции, Израиле и Польше.

## Публикации
- М.Ахтних. "Свобода воли и принуждение в профессиональной ориентации на работу" :  [нем.] = "Willensfreiheit und Zwang in der Berufsberatung der Arbeitsscheuen" // «Профориентация и профессиональная подготовка». — 1951. — Oktober.
- М.Ахтних. "Почему стоит привлекать консультанта по вопросам карьеры" :  [нем.] = "Warum es sich lohnt, den Berufsberater beizuziehen" // «Швейцарское Зеркало». — 1952. — Oktober.
- М.Ахтних. "Основные вероятностные расчеты для теста Сонди" :  [нем.] = "Grundlegende Wahrscheinlichkeitsberechnungen zum Szondi-Test" // Сондиана I / «Ханс Хубер». — 1953.
- М.Ахтних. "Выбор профессии и профориентация студентов специального класса" :  [нем.] = "Berufswahl und Berufsberatung der Spezialklassenschüler" // "Швейцарский образовательный обзор". — 1955. — Oktober.
- М.Ахтних. "Профессиональный имиджевый выборный тест на основе теории Сонди. Отчет о 3-м коллоквиуме Международного исследовательского фонда психологии судьбы" :  [нем.] = "Berufsbilder-Wahltest auf Grund der Szondischen Theorie. Bericht über das 3. Kolloquium der Internationalen Forschungsgemeinschaft für Schicksalspsychologie" // Сондиана VI / "Хубер Верлаг". — 1963. — August.
- М.Ахтних. "Autorasser im Szonditest. Отчет о 4-м коллоквиуме школы-интерната. Научно-исследовательская ассоциация психологии судьбы" :  [нем.] = "Autorasser im Szonditest. Bericht über das 4. Kolloquium der Internat. Forschugsgemeinschaft für Schicksalspsychologie" // Сондиана VII / "Хубер Верлаг". — 1966. — August.
- М.Ахтних. "Ориентированные советы по карьере, анализируя судьбу на основании теста по выбору работы. Вклад в психологию выбора карьеры, смены профессии и прогнозирования работы. Отчет о 5-м коллоквиуме школы-интерната. Научно-исследовательская ассоциация психологии судьбы" :  [нем.] = "Schicksalsanalytisch Orientierte Berufsberatung Anhand des Berufsbilder-Wahltestes. Ein Beitrag zur Psychologie der Berufswahl, des Berufswechsels und der Berufsprognose. Bericht über das 5. Kolloquium der Internat. Forschungsgemeinschaft für Schicksalspsychologie" // Сондиана VIII / "Ханс Хубер". — 1971.
- М. Ахтних. "Фото-тест профессионального ориентирования. Проективная процедура для уточнения профессиональной склонности" = "Der Berufsbilder-Test – Projektives Verfahren zur Abklärung der Berufsneigung". — Берн, Штутгарт, Вена : "Ганс Хубер", 1979.
- М.Ахтних, К.Халдер. "Карьерный тест и графология в карьере и профориентации" :  [нем.] = "Berufsbilder-Test und Graphologie in der Berufs und Laufbahnberatung" / Фонд Института Сонди // Сондиана 5 / "Хубер Верлаг". — 1985. — Вып. 2 (Januar).
- М.Ахтних. "Характеристика учителя гимнастики и физкультуры" :  [нем.] = "Charakterologie der Turn und Sportlehrer" // Сондиана 6 / "Хубер Верлаг". — 1986. — № 1.
- М. Ахтних. "Фото-тест профессионального ориентирования" :  [фр.] = "Le BBT, Test de Photos de Professions". — Брюссель : Эдитест, 1987.
- М. Ахтних. "Тест работы картины. Его применение в профориентировании. Введение" :  [нем.] = "Der Berufsbildertest. Seine Anwendung in der Berufs- und Laufbahnberatung - eine Einführung". — Берн : "Ханс Хубер", 1987.
- М.Ахтних. "Введение в фото-тест профессий" :  [фр.] = "Introduction au Test de Photos de Professions" // "Журнал прикладной психологии" : журнал. — Париж, 1988. — № 4.
- М.Ахтних. "Фото-тест в профессиональном ориентировании. Профессионально-ориентационная конференция" :  [фр.] = "Le BBT dans L´orientation Professionelle. Colloque d´Orientation Professionelle" // Католический университет Лувена-ла-Нев. — 1988. — Juin.
- М. Ахтних. "Фото-тест - тест фотографий профессий" :  [порт.] = "BBT – Teste de Fotos de Profissões". — Сан Паулу : Cetepp, 1991.